# Xiditou
Xiditou (kinesiska: 西堤头, 西堤头镇)  är en köping i Kina. Den ligger i storstadsområdet Tianjin, i den norra delen av landet, omkring 20 kilometer nordost om stadens centrum. Antalet invånare är 45 407. Befolkningen består av 21 547 kvinnor och 23 860 män. Barn under 15 år utgör 13,0 %, vuxna 15-64 år 79 %, och äldre över 65 år 6,0 %.